# Quissanga
Quissanga es una villa y también uno de los dieciséis distritos que forman la provincia de Cabo Delgado en la zona septentrional de Mozambique, región fronteriza con Tanzania , a orillas del lago Niassa y región costera en el Océano Índico.

## Características
Limita al norte con el distrito de Macomia, al oeste con los de Meluco y Ancuabe, al sur con Pemba Metuge y al este con el Océano Índico, donde se encuentra el distrito insular Ibo.
Tiene una superficie de 2.061 km² y según datos oficiales de 1997 una población de 34.328 habitantes, lo cual arroja una densidad de 16,7 habitantes/km².

## División administrativa
Este distrito, formado por siete localidades, se divide en tres puestos administrativos (posto administrativo), con la siguiente población censada en 2005:
- Quissanga, sede, 42 859.
- Bilibiza, 14 696 (Ntapuate y Tororo).
- Mahate, 22 722 (Cagembe y Namaluco).